# Ayşegül Aldinç
Ayşegül Aldinç (Istambul,  28 de setembro de 1957) é uma cantora e atriz turca. O seu pai foi um conhecido jornalista e comentador desportivo Orhan Aldinç.
Aldinç tornou-se conhecida, quando interpretou, com a banda Modern Folk Trio no Festival Eurovisão da Canção 1981 que teve lugar em  Dublin. A canção deles Dönme dolap ("A Roda-Gigante" ), classificou-se em 18.º lugar, empatada com Playback), cantada por Carlos Paião. Em 1988, ela iniciou uma carreira a solo, tendo lançado cinco álbuns.
Ela também participou em vários filmes, séries televisivas e telenovelas turcas.

## Discografia

### 45 rotações
- Dönme Dolap (1981), em conjunto com a banda Modern Folk Trio

### Álbuns
- Ve Ayşegül Aldinç (1988)
- Benden Söylemesi (1991)
- Alev Alev (1993)
- Söze Ne Hacet (1995)
- Nefes (Ayşegül Aldinç albümü)|Nefes (2000)

### Compilações
- Bir Sevgi Yeter (2000)
- Şarkılar Bir Oyundur (2001)
- 41 Kere Maşallah (2006)

## Filmografia

### Filmes
- Katırcılar (1987, de  Şerif Gören)
- Yağmur Kaçakları (1989 deYavuz Özkan)
- Kara Sevda (1989  de Samim Değer)
- Yeşil Bir Dünya (1990  de  Faruk Turgut)
- Ağrı’ya Dönüş (1994 deTunca Yönder)
- Gerilla (1995 de  Osman Sınav)
- Deniz Bekliyordu (1996 de Suna Kural Aytuna)
- Kahpe Bizans (2000 de  Gani Müjde - Tolgay Ziyal)
- Güle Güle (2000 de Zeki Ökten)
- Hayal Kurma Oyunları (2000 de Yavuz Özkan)

### Séries televisivas
- Acımak (1986)
- Taşların Sırrı (1992
- Aziz Ahmet (1994
- Yorgun Savaşçı (1995
- Aşk ve Gurur (2002
- Efsane (2002
- Ablam Böyle İstedi (2003
- Sultan Makamı (2003
- Son Yaprak (2004
- Misi (2005